# Colby Slater
Colby Edward "Babe" Slater (* 30. April 1896 in Berkeley, Kalifornien; † 30. Januar 1965 in Clarksburg, Kalifornien) war ein US-amerikanischer Rugby-Union-Spieler. Er war Doppelolympiasieger der Jahre 1920 und 1924, obwohl der Zweitreihenstürmer insgesamt überhaupt nur zu zwei Einsätzen für die US-Auswahl kam.
Slater war ein talentierter Sportler: Mit der Berkeley High School wurde er 1911 und 1912 kalifornischer Rugbystaatsmeister, bevor er 1914 an die University Farm School (heute University of California, Davis) ging und dort zu den Collegeteams für Rugby Union, American Football, Basketball und Baseball gehörte. Nach seinem Abschluss 1917 wurde er von der US Army eingezogen und diente während des Weltkriegs in Belgien und Frankreich im Sanitätscorps.
Nach seiner Entlassung aus dem Militärdienst 1919 wurde Slater Viehzüchter in Woodland, Kalifornien; dem Sport blieb er als Spielertrainer der Basketball- und Americanfootballteams der örtlichen Sektion der American Legion treu, das Footballteam gewann unter seiner Leitung 1927 die Meisterschaft von Nordkalifornien.
1920 wurde er in die rein kalifornische US-Auswahl für das olympische Rugby-Turnier in Antwerpen berufen, die durch einen überraschenden Sieg gegen den einzigen anderen Teilnehmer Frankreich Olympiasieger wurde. 1924 wurde er als Kapitän des US-Teams für das olympische Rugby-Turnier in Paris berufen, sein älterer Bruder Norman gehörte ebenfalls zum Team. Beim ersten Spiel, einem 39:0-Sieg gegen Rumänien, kam er jedoch nicht zum Einsatz. Erst im Endspiel gegen die hohen Favoriten Frankreich wurde er eingesetzt und führte das Team zur Titelverteidigung.
Wegen seiner sportlichen Erfolge war Slater in den 1950er Jahren Präsident der Landwirtschaftskammer von Woodland. Die University of California, Davis zeichnet jedes Jahr den erfolgreichsten Sportler der Uni mit der "Babe" Slater Perpetual Athletic Trophy aus, 1980 nahm die Universität Slater in ihre Hall of Fame auf; ebenso ist er ein Hall-of-Famer der Stadt Woodland.